# Sara Sheffield
Sara Sheffield lub Sara Dell’Omo (ur. 28 czerwca 1979) – amerykańska mezzosopranistka, żołnierka służąca w United States Marine Corps. Pierwsza w historii wokalistka w United States Marine Band.

## Życiorys
Wychowała się w miejscowości Jacksonville. W wieku 11 lat śpiewała w baptystycznym kościele, do 16. roku życia grała także na pianinie. W 1997 roku ukończyła liceum w Jacksonville, następnie ukończyła studia licencjackie na Uniwersytecie Północnego Teksasu oraz magisterskie na George Mason University w latach odpowiednio 2001 i 2016. Rozpoczęła karierę wojskową w United States Marine Corps.
Śpiewa mezzosopranem. Należała do United States Army Band, a w maju 2005 roku została członkinią United States Marine Band jako pierwsza kobieta w historii tejże grupy.

## Życie prywatne
Związała się małżeństwem z perkusistą United States Army Band Tomem Dell’Omo, ma z nim troje dzieci.